# Матеяш
Матеяш (рум. Mateiaș) — село у повіті Брашов в Румунії. Входить до складу комуни Ракош.
Село розташоване на відстані 184 км на північ від Бухареста, 43 км на північний захід від Брашова.

## Населення
За даними перепису населення 2002 року у селі проживали 469 осіб.
Національний склад населення села:
| Національність | Кількість осіб | Відсоток |
| -------------- | -------------- | -------- |
| румуни         | 462            | 98,5%    |
| угорці         | 7              | 1,5%     |

Рідною мовою назвали:
| Мова      | Кількість осіб | Відсоток |
| --------- | -------------- | -------- |
| румунська | 462            | 98,5%    |
| угорська  | 7              | 1,5%     |